# J.C.ボスカン
ジーン・カルロス・ボスカン（Jean Carlos Boscán、1979年12月26日 - ）は、ベネズエラのスリア州マラカイバ出身の元プロ野球選手（捕手）。右投右打。

## 経歴

### プロ入りとブレーブス傘下時代
1996年7月2日にアトランタ・ブレーブスと契約を結びプロ入りを果たした。
1997年は、傘下ルーキー級ガルフ・コーストリーグ・ブレーブスでプレーした。同年は、36試合に出場し、打率.202、1本塁打、12打点、21安打を記録した。
1998年は、傘下ルーキー級ダンビル・ブレーブスでプレーした。同年は、51試合に出場し、打率.218、4本塁打、24打点、37安打を記録した。
1999年は、傘下A級マコン・ブレーブスでプレーした。同年は、105試合に出場し、打率.226、4本塁打、38打点、83安打を記録した。
2000年も、傘下A級マコンでプレーした。同年は、93試合に出場し、打率.205、9本塁打、35打点、62安打を記録した。
2001年は、傘下ルーキー級ガルフ・コースト、傘下A級マコン、傘下A+級マートルビーチ・ペリカンズでプレーした。傘下ルーキー級ガルフ・コーストでは、8試合に出場し、打率.333、0本塁打、6打点、10安打を記録した。傘下A級マコンでは、35試合に出場し、打率.282、4本塁打、22打点、35安打を記録した。傘下A+級マートルビーチでは、18試合に出場し、打率.167、0本塁打、6打点、9安打を記録した。
2002年は、傘下A+級マートルビーチ、傘下AA級グリーンビル・ブレーブス、傘下AAA級リッチモンド・ブレーブス(現：グウィネット・ブレーブス)でプレーした。傘下A+級マートルビーチでは、86試合に出場し、打率.217、2本塁打、27打点、60安打を記録した。傘下AA級グリーンビルでは、10試合に出場し、打率.259、1本塁打、3打点、7安打を記録した。傘下AAA級リッチモンドでは、2試合に出場した。
2003年も、傘下A+級マートルビーチ、傘下AA級グリーンビル、傘下AAA級リッチモンドでプレーした。傘下A+級マートルビーチでは、28試合に出場し、打率.207、1本塁打、11打点、18安打を記録した。傘下AA級グリーンビルでは、41試合に出場し、打率.185、2本塁打、15打点、24安打を記録した。傘下AAA級リッチモンドでは、3試合に出場した。
2004年は、傘下AA級グリーンビル、傘下AAA級リッチモンドでプレーした。傘下AA級グリーンビルでは、53試合に出場し、打率.221、1本塁打、15打点、36安打を記録した。傘下AAA級リッチモンドでは、21試合に出場し、打率.311、0本塁打、6打点、19安打を記録した。
2005年は、傘下AAA級リッチモンドでプレーした。同年は、72試合に出場し、打率.222、3本塁打、20打点、47安打を記録した。

### ブルワーズ傘下時代
2006年は、ミルウォーキー・ブルワーズへ移籍した。同年は、傘下AA級ハンツビル・スターズと傘下AAA級ナッシュビル・サウンズでプレーした。傘下AA級ハンツビルでは、43試合に出場し、打率.194、0本塁打、14打点、24安打を記録した。傘下AAA級ナッシュビルでは、2試合に出場した。

### レッズ傘下時代
2007年は、シンシナティ・レッズヘ移籍した。同年は、傘下AA級チャタヌーガ・ルックアウツと傘下AAA級ルイビル・バッツでプレーした。傘下AA級チャタヌーガでは、30試合に出場し、打率.198、1本塁打、9打点、17安打を記録した。傘下AAA級ルイビルでは、8試合に出場した。

### ブレーブス復帰
2008年は、古巣アトランタ・ブレーブスへ復帰した。同年は、傘下AA級ミシシッピ・ブレーブスでプレーした。79試合に出場し、打率.235、2本塁打、29打点、60安打を記録した。
2009年は、傘下AA級ミシシッピと傘下AAA級グウィネット・ブレーブスでプレーした。傘下AA級ミシシッピでは、73試合に出場し、打率.260、0本塁打、30打点、65安打を記録した。傘下AAA級グウィネットでは、13試合に出場し、打率.250、0本塁打、2打点、11安打を記録した。オフの12月18日に、マイナー契約で再契約を結び、翌年のスプリングトレーニングに招待選手として参加することが発表された。
2010年4月3日に、傘下AAA級グウィネットヘ配属された。同年は、66試合に出場し、打率.250、5本塁打、21打点、55安打を記録した。9月1日に、メジャー契約を結びメジャーに初昇格した。10月1日に、メジャーデビューを果たした。同年は、メジャーではこの1試合のみの出場だった。10月7日に、マイナーへ降格させられ10月20日に、傘下AAA級グウィネットへ配属された。オフの11月29日に、マイナー契約で再契約を結び、翌年のスプリングトレーニングに招待選手として参加することが発表された。
2011年4月8日に、メジャー契約を結びメジャーに昇格した。4月16日に、傘下AAA級グウィネットへ降格した。7月27日に、メジャーに再昇格した。8月16日に、傘下AAA級グウィネットへ再降格した。9月1日に、メジャーに再昇格した。最終的に、傘下AAA級グウィネットでは61試合に出場し、打率.182、0本塁打、8打点、37安打を記録した。MLBでは、4試合に出場した。オフの11月1日に、傘下AAA級グウィネットへ降格した。11月22日に、マイナー契約で再契約を結び、スプリングトレーニングには招待選手として参加する事が発表された。
2012年4月2日に、傘下AAA級グウィネットへ配属された。5月26日に、メジャー契約を結びメジャーに昇格した。6月10日に、傘下AAA級グウィネットへ降格した。7月13日に、メジャーに再昇格した。7月14日に、傘下AAA級グウィネットへ再降格した。8月31日に、メジャーに再昇格した。最終的に、傘下AAA級グウィネットで70試合に出場し、打率.189、3本塁打、23打点、42安打を記録した。MLBでは、6試合に出場した。オフの11月1日に、40人枠外となりフリーエージェントとなった。

### カブス時代
2012年11月14日に、シカゴ・カブスとマイナー契約を結んだ。
2013年は、開幕を傘下AAA級アイオワ・カブスで迎えた。8月8日に、メジャー契約を結びメジャーに昇格した。8月10日に、傘下AAA級アイオワへ降格した。9月3日に、メジャーに再昇格した。最終的に、傘下AAA級アイオワでは、74試合に出場し、打率.232、0本塁打、18打点、54安打を記録した。MLBでは、6試合に出場した。オフの10月9日に、傘下AAA級アイオワへ降格した。10月10日に、FAとなった。

### ドジャース傘下時代
2013年11月8日に、ロサンゼルス・ドジャースとマイナー契約を結び、翌年のスプリングトレーニングに招待選手として参加することとなった。11月15日に、傘下AAA級アルバカーキ・アイソトープスへ配属された。
2014年4月3日に、傘下AA級チャタヌーガへ降格した。同年は、52試合に出場し、打率.168、1本塁打、7打点、22安打を記録した。

### ロイヤルズ傘下時代
2015年1月26日に、カンザスシティ・ロイヤルズとマイナー契約を結び、スプリングトレーニングには招待選手として参加することが発表された。同年は、傘下AAA級オマハ・ストームチェイサーズでプレーした。42試合に出場し、打率.216、1本塁打、11打点、25安打を記録した。この年限りで現役を引退した。

## 詳細情報

### 年度別打撃成績
| 年 度    | 球 団    | 試 合 | 打 席 | 打 数 | 得 点 | 安 打 | 二 塁 打 | 三 塁 打 | 本 塁 打 | 塁 打 | 打 点 | 盗 塁 | 盗 塁 死 | 犠 打 | 犠 飛 | 四 球 | 敬 遠 | 死 球 | 三 振 | 併 殺 打 | 打 率 | 出 塁 率 | 長 打 率 | O P S |
| -------- | -------- | ----- | ----- | ----- | ----- | ----- | -------- | -------- | -------- | ----- | ----- | ----- | -------- | ----- | ----- | ----- | ----- | ----- | ----- | -------- | ----- | -------- | -------- | ----- |
| 2010     | ATL      | 1     | 1     | 0     | 1     | 0     | 0        | 0        | 0        | 0     | 0     | 0     | 0        | 0     | 0     | 1     | 0     | 0     | 0     | 0        | ----  | 1.000    | ----     | 1.000 |
| 2011     | ATL      | 4     | 9     | 9     | 0     | 3     | 0        | 0        | 0        | 3     | 0     | 0     | 0        | 0     | 0     | 0     | 0     | 0     | 5     | 0        | .333  | .333     | .333     | .667  |
| 2012     | ATL      | 6     | 10    | 10    | 0     | 2     | 0        | 0        | 0        | 2     | 2     | 0     | 0        | 0     | 0     | 0     | 0     | 0     | 1     | 0        | .200  | .200     | .200     | .400  |
| 2013     | CHC      | 6     | 10    | 9     | 1     | 2     | 1        | 0        | 0        | 3     | 0     | 0     | 0        | 0     | 0     | 0     | 0     | 1     | 2     | 0        | .222  | .300     | .333     | .633  |
| MLB：4年 | MLB：4年 | 17    | 30    | 28    | 2     | 7     | 1        | 0        | 0        | 8     | 2     | 0     | 0        | 0     | 0     | 1     | 0     | 1     | 8     | 0        | .250  | .300     | .286     | .586  |

### 背番号
- 36 (2010年 - 同年終了)
- 27 (2011年 - 同年終了)
- 7 (2012年 - 2013年)